# Chiara e Serafina
Chiara e Serafina, ossia I pirati è un'opera semiseria in due atti, musicata da Gaetano Donizetti su libretto di Felice Romani, andata in scena per la prima volta al Teatro alla Scala di Milano il 26 ottobre 1822.

## Storia
Dopo le rappresentazioni de La zingara e de La lettera anonima, Donizetti partì da Napoli per Milano il 26 luglio 1822, dove arrivò il 3 agosto, data in cui, assieme al librettista Felice Romani, firmò un contratto con la Scala per la composizione della terza opera della stagione autunnale.
Felice Romani era noto come uno dei migliori librettisti in circolazione, ma anche per accettare spesso più ingaggi di quanti potesse soddisfare e per non riuscire mai a rispettare i tempi concordati. In quell'anno 1822, infatti, aveva accettato anche di scrivere il libretto per la seconda opera della stagione, Adele ed Emerico di Saverio Mercadante. Il 20 settembre, data in cui, secondo il contratto, il libretto di Donizetti avrebbe dovuto essere completato, il compositore non aveva ancora ricevuto nulla dal suo collaboratore, e così ancora otto giorni dopo. Fu solo il 3 ottobre che Romani consegnò il primo atto dell'opera al supervisore della Scala. La censura governativa pretese alcune modifiche minori, e Donizetti, avuto il testo, poté finalmente mettersi a lavorare. Le prove iniziarono il 15 ottobre, e la prima fu fissata per il 26.
Donizetti, che capiva bene l'importanza di un debutto alla Scala e che conosceva la diffidenza dei milanesi verso chi aveva già raccolto successi altrove (l'anno precedente il compositore aveva trionfato a Roma con Zoraida di Granata e a Napoli con La zingara), era molto inquieto e così scriveva al suo maestro Simon Mayr il 16 ottobre: "devo annunciarle che pur troppo [la prima] sarà il 26 poiché jeri soltanto si fece la prima piccola prova [prova generale con l'accompagnamento del pianoforte]. Spero però che se non la prima sera, almeno la terza avrò il piacere di vederlo. Le raccomando di portare un Requiem, poiché sarò ammazzato, e così si faranno le esequie..." Sull'ultima pagina della partitura autografa, conservata all'Archivio Ricordi di Milano, il compositore annotò, rassegnato: "Così finirà l'opera: o bene o male".
A causa di un'infreddatura della primadonna Isabella Fabbrica, che dovette saltare parecchie prove, la data della prima fu per qualche tempo messa in forse, ma la cantante si ristabilì quanto bastava per presentarsi in scena il giorno stabilito. La sera della prima erano in programma anche due balletti, Gabriella di Vergy nell'intervallo fra i due atti e Il merciaiolo in angustie dopo l'atto II.
Francesco Pezzi recensì lo spettacolo sulla Gazzetta di Milano del giorno seguente. Dopo aver criticato le lungaggini e la ripetitività che secondo lui caratterizzavano le opere basate su testi del teatro francese (in questo caso La Citerne, "mélodrame en quatre actes, en prose et à grand spectacle" di René-Charles Guilbert de Pixerécourt, andato in scena per la prima volta il 14 gennaio 1809 al Théâtre de la Gaîté di Parigi con musiche di scena di Alexandre Piccini), relativamente alla musica egli osserva: "per stringere tutto in uno, dirò che dopo alcuni applausi, all'impegno della Morandi e della Fabbrica, e qualche segnale di malcontento pel debole effetto della musica, il pubblico vide abbassare il sipario con una fronte di bronzo".
In ogni caso, Chiara e Serafina venne ripresa altre dodici volte nel corso della stagione. Verzino riferisce che il Teatro, in quel periodo, era sotto stretta sorveglianza da parte degli Austriaci in ragione di un processo per alto tradimento che vedeva coinvolti vari patrioti milanesi. A conferma del flop della prima scaligera, il teatro non propose a Donizetti di rinnovare il contratto, cosa che sarebbe senz'altro avvenuta se si fosse ottenuto un sia pur minimo successo.
A seguito di questa delusione, sarebbero occorsi a Donizetti ben otto anni per fare ritorno a Milano, con Anna Bolena, e più di dieci anni per ottenere alla Scala un successo incontrastato con Lucrezia Borgia.

La prima rappresentazione moderna avviene nel novembre 2022 al Teatro Sociale di Bergamo nell'ambito del festival Donizetti Opera 2022, diretta da Sesto Quatrini, e la regia di Gianluca Falaschi, con Pietro Spagnoli nel ruolo di Don Meschino e gli allievi dell'Accademia Teatro alla Scala a ricoprire tutti gli altri ruoli.

## Attori e personaggi
| Ruolo                                                                                         | Voce                      | Interpreti della prima (26 ottobre 1822) |
| --------------------------------------------------------------------------------------------- | ------------------------- | ---------------------------------------- |
| Chiara                                                                                        | soprano                   | Isabella Fabbrica                        |
| Serafina                                                                                      | mezzosoprano              | Rosa Morandi                             |
| Don Ramiro, figlio del podestà di Minorca, destinato sposo di Serafina                        | tenore                    | Savino Monelli                           |
| Picaro, antico servitore di don Fernando, ora pirata                                          | baritono o basso-cantante | Antonio Tamburini                        |
| Lisetta, figlia di Sancio e di Agnese                                                         | contralto o soprano       | Maria Gioja-Tamburini                    |
| Agnese, custode del castello di Belmonte                                                      | mezzosoprano              | Carolina Sivelli                         |
| Don Meschino, benestante del villaggio di Belmonte, uomo sciocco e innamorato di Lisetta      | basso                     | Nicola de Grecis                         |
| Don Fernando, tutore di Serafina, falso amico di don Alvaro, ricco signore di Minorca         | basso                     | Carlo Poggiali (o Poggioli?)             |
| Don Alvaro, capitano di vascello, reduce dalla schiavitù d'Algeri, padre di Serafina e Chiara | basso                     | Carlo Pizzochero                         |
| Gennaro, capo de' pirati                                                                      | basso                     | Carlo Poggiali                           |
| Spalatro, capo de' pirati                                                                     | tenore                    | Carlo Dona                               |
| Paesani e paesane. Coro e comparse, pirati o guardie.                                         |                           |                                          |

## Trama
L'azione si svolge nell'isola di Maiorca, nell'antico castello di Belmonte e nel palazzo di Don Fernando.

### Atto I
Don Alvaro, padre di Chiara e Serafina, è un capitano di vascello, catturato dai pirati mentre navigava da Cadice a Maiorca assieme alla figlia maggiore Chiara, e da dieci anni ridotto in schiavitù. Alla corte di Don Fernando, uomo molto potente, segretamente suo nemico, la sua sparizione è stata fatta apparire come un tradimento, ottenendo un pretesto per condannarlo in contumacia, e facendo sì che Don Fernando fosse nominato tutore della giovane Serafina. Ella, nel frattempo, è cresciuta in età e bellezza, e ora Don Fernando progetta di sposarla per mettere le mani sulla sua fortuna. Ma Serafina ama Don Ramiro, figlio del podestà di Minorca. Quest'ultimo la chiede in sposa a Don Fernando che, non sapendo cosa addurre per opporsi al matrimonio, deve mettere in atto uno stratagemma. Questo antefatto è raccontato da Agnese, custode del castello.
Don Meschino, ricco villano, è innamorato di Lisetta, figlia di Agnese, e la chiede in sposa. La giovane rifiuta, e in quel mentre si scatena una tempesta. Don Alvaro e Chiara arrivano all'improvviso, preoccupati per la sorte di Serafina. Chiedono aiuto a Lisetta e ad Agnese, ma senza rivelare le loro identità.
Nottetempo, sbarca il pirata Picaro, antico servitore di Don Fernando, alla ricerca di lavoro sulla terraferma. Don Fernando gli offre una ricompensa se riuscirà a impedire il matrimonio di Serafina e Don Ramiro. Picaro si traveste da Don Alvaro e si presenta ai due innamorati nel giardino del castello: Serafina crede di aver ritrovato il padre disperso e si lascia convincere a rimandare le nozze. Arriva Chiara, travestita da mendicante: Serafina non la riconosce. Chiara e il vero Don Alvaro confondono Picaro, che si pente e promette di accompagnarli da Serafina, ma poi fugge.

### Atto II
I pirati, alla ricerca del loro capo, penetrano nel castello e catturano Don Meschino, Chiara e Lisetta, ma arriva Picaro che, tolto il travestimento, libera i prigionieri. Le due sorelle si riabbracciano, Don Ramiro giura amore eterno a Serafina. Tutti credono che Chiara sia fuggita con i pirati, ma ella torna alla fine assieme a Picaro.

## Analisi
Nell'atto I è presente una scena di tempesta, come si ritroverà in seguito in Emilia di Liverpool e ne Il furioso all'isola di San Domingo, ma, qui, dopo un breve crescendo di accordi staccati, la tempesta si conclude rapidamente.
Il brano più noto dell'opera è la cavatina Queste romite sponde (maestoso, 4/4, in mi bemolle) di Chiara, preceduta da un'introduzione accompagnata dal corno inglese e seguita da una cabaletta in cui la determinazione dell'eroina si esprime in motivi ritmici enfatici che ricordano lo stile di Rossini.